# Ormoy (Essonne)
Ormoy is een gemeente in het Franse departement Essonne (regio Île-de-France) en telt 1241 inwoners (1999). De plaats maakt deel uit van het arrondissement Évry.

## Geografie
De oppervlakte van Ormoy bedraagt 1,9 km², de bevolkingsdichtheid is 653,2 inwoners per km².
De onderstaande kaart toont de ligging van Ormoy (Essonne) met de belangrijkste infrastructuur en aangrenzende gemeenten.

## Demografie
Onderstaande figuur toont het verloop van het inwonertal (bron: INSEE-tellingen).